# Qutb-ad-Din Àybak
Qutb-ad-Din Àybak (urdú i persa: قطب الدین ایبک, Qutbuddín Aybak) fou el fundador de la dinastia d'esclaus o mamelucs de Delhi. També se l'esmenta com Ibak (Cap de la Lluna) i Àybak Sel (Dit Petit). Va viure als segles xii i xiii.
De jove fou portat del Turquestan a Nixapur i venut com esclau a Ghazi Fakhr al-Din Abd al-Aziz Kufi, el governador local, que li va donar entrenament com a soldat i educació religiosa. Fou venut altre cop al sultà gúrida Muizz al-Din Shihab al-Din Muhammad (1173-1206) i se li va encarregar el subministrament de farratge per l'exèrcit gúrida durant la guerra contra el xa de Coràsmia Sultan Shah (1190) i altre cop el 1192 quan Muhammad de Gur va conquerir el nord de l'Índia; llavors fou nomenat gran escuder (amir-i akhur) i governador de Kohram (moderna Ghuram a Patiala) i de Samana. Fou Aybak qui, el mateix 1192, va conquerir personalment als Chauhans els forts de Meerut (Mirat) i Delhi, i va fer de Delhi la seu del govern.
Entre 1192 i 1203 va participar en les conquetes de Kol (Aligarh), Gwalior, Badaun, Kanauj i Kalinjar: el 1194 va ajudar al seu senyor amb 50000 soldats en la guerra contra Jai Chand de Kanauj; el 1195 va conquerir els forts de Thankar (localització incerta), Kalindjar o Gwalior, Badaun i Aligarh i va conquerir la regió de Nahrwala al Gujarat que va saquejar (1197). El 1197 va dominar Anhilwara i el 1203 Ranthambor.
El 1205 el mateix sultà va atacar a les tribus khokars del Panjab occidental que tallaven les línies de subministraments entre Gur i Delhi i Aybak li va donar suport als combats. Dominats els khokars, Muhammad va confirmar al seu esclau com a virrei de Delhi.
Assassinat el sultà el 15 de març del 1206, els governadors locals van reconèixer a Aybak com a cap suprem de l'Índia i al cap de poc temps fou confirmat com a virrei per la cort gúrida de Ghiyath al-Din Mahmud (que estava a Firuzkuh). La província de Panjab estava disputada per Tadj al-Din Yildiz de Gazni i per Nasir al-Din Kubača de Multan i Sind, el primer el sogre d'Aybak i el segon el gendre, però al mateix temps els seus rivals pel domini de l'Índia. Es va dirigir a Lahore on va rebre el títol de sultà el 12 de juny de 1206 però Ibn al-Athir diu que només fou declarat lliure (abans era esclau) i va rebre un diploma oficial que el feia malik (rei, però en el sentit de virrei) de l'Hindustan.
La pau del seu regnat, la seva tolerància, la compassió i altres virtuts el van fer estimat de tots; la seva cort a Lahore fou residència de poetes, teòlegs i erudits. Va dedicar la màxima atenció a l'expansió de Coràsmia que sota Muhammad ibn Tekish amenaçava l'existència de l'estat gúrida al nord-oest. El 1208-1209 va lluitar contra Yildiz de Gazni que atacava Lahore; Aybak va ocupar Gazni però molt breument i els habitants el van expulsar restaurant a Yildiz.
Va morir en un accident jugant al polo (čawgan) l'octubre del 1210. El va succeir el seu fill adoptiu Arambakhsh Shah (Aram Shah) que fou assassinat molt poc després a Delhi en una desfilada per Iltutmish, gendre d'Aybak, que fou llavors proclamat. La tomba d'Aybak fou construïda pel seu gendre successor Shams al-Din Iltutmish.
Se li atribueix la construcció de les dues primeres mesquites de l'Índia: la Kuwwat al-islam de Delhi (vers 1192) i la mesquita d'Ajmer. També va construir l'anomenat palau blanc i la torre Kutb Minar o Minaret del Pol (inicialment un minaret, enderrocada després d'un terratrèmol).